# Estádio da Machava
Das Estádio da Machava ist ein Mehrzweckstadion in Machava, einem Stadtteil der südmosambikanischen Hafenstadt Matola. Es wird meistens für Fußballspiele genutzt und bietet 45.000 Zuschauern Platz.
Die portugiesische Kolonialverwaltung Mosambiks ließ die Sportstätte 1968 bauen. Benannt wurde es nach dem portugiesischen Diktator und Ministerpräsidenten António de Oliveira Salazar, der gesundheitsbedingt 1968 seine Ämter niederlegen musste. Nach der Unabhängigkeit Mosambiks wurde das Stadion umbenannt.
Das Eröffnungsspiel bestritten am 30. Juni 1968 Portugal und Brasilien; die Gastmannschaft gewann mit 2:0.
Heute gehört die Anlage dem Sportverein Clube Ferroviário de Maputo.
Am 16. Juni 2013 trug Mosambik gegen Ägypten ein Qualifikationsspiel zur Fußball-Weltmeisterschaft 2014 im Estádio da Machava aus.